# Fernand Khnopff
Fernand Khnopff (Grembergen, 12. rujna 1858. – Bruxelles, 12. studenog 1921.), belgijski slikar, grafičar i kipar
Učio je u Bruxellesu i Parizu. Formirao se pod utjecajem engleskih prerafaelita i belgijskih književnika simbolista te slikaro fantastično-vizionarne i alegorijske teme. Kao kipar radio je mramorna i sadrena poprscja; bavio se opremom knjiga i radio bakropise.  